# Oberasbach
Oberasbach er en by i Landkreis Fürth i Regierungsbezirk Mittelfranken i den tyske delstat Bayern.

## Geografi
Oberasbach grænser mod nord til Zirndorf, hvor kommunegrænsen følger floden Bibert . Mod øst danner floden Rednitz grænse til byerne Fürth og Nürnberg. Syd for Oberasbach ligger byen Stein.

### Inddeling
Byen er inddelt i 8 bydele
- Oberasbach
- Unterasbach
- Altenberg
- Kreutles
- Neumühle
- Rehdorf
- Linder Siedlung
- Petershöhe

## Eksterne henvisniknger
- Wikimedia Commons har flere filer relateret til Oberasbach